# オルタスジャパン
株式会社オルタスジャパンは、日本のテレビ番組制作会社である。

## 歴史・概要
日本テレビのディレクター／プロデューサーとして数多くのドキュメンタリー番組を手がけてきた小田昭太郎が、独立後の1988年に設立した。報道、文化、芸術、歴史、科学など多ジャンルにわたる作品を手掛けており、その数は1200本を超える。
社名の「オルタス」は、ラテン語で「起源、出発、始まり、誕生、上昇」などを表す。他に「東方の」という意味もあり、代表の小田が会社設立時に「アジアの極東ジャパンから情報という光を発信する基地となろう」との願いを込めて名付けた。
近年は地上波放送のほかBS／CS放送にも多くの作品を送り出しており、WEBコンテンツや各種アプリなど多メディアへの展開にも意欲的に取り組んでいる。

## おもな受賞歴
1991年
- 日本テレビ Time21「人間になりたかったペリカン・カッタ君の300日」 文部大臣賞 受賞

1992年
- テレビ東京 月曜特集「テロ・麻薬・貧困 〜苦悩するペルーを行く〜」民放祭賞・報道部門優秀賞
- テレビ東京 月曜特集「太平洋戦争日米謀略宣伝の真相」ギャラクシー奨励賞

1993年
- テレビ東京　月曜特集「潜入ドキュメント 揺れるカンボジア」 ギャラクシー賞 選奨

1994年
- テレビ朝日 終戦特集「40万人の学童疎開 〜手紙で綴る家族の肖像〜」ギャラクシー奨励賞・IP特別賞
- テレビ東京 ドキュメンタリー人間劇場「父さんボクの寿司を食べて!」ギャラクシー奨励賞

1995年
- テレビ東京 ドキュメンタリー人間劇場「夏から来た少女 〜原爆と私〜」ギャラクシー奨励賞
- テレビ東京 ドキュメンタリー人間劇場「あのときめきを 〜遥かなる父の国〜」ギャラクシー奨励賞
- 静岡第一テレビ 開局15周年記念番組「ロダンとその芸術 〜愛と苦悩の生涯〜」第3回社団法人日本放送作家協会中部テレビ選奨

1996年
- テレビ東京 ドキュメンタリー人間劇場「鳥のように 〜白香珠 20歳の願い〜」ギャラクシー奨励賞

1997年
- NHK 土曜特集「大黒柱ものがたり　わが家の柱に宝が宿る」及びレギュラー番組　「大黒柱ものがたり」NHK放送総局局長特別賞
- テレビ朝日 日豪国際共同制作ドキュメンタリー「風の博物誌」 四部作 第38回　科学技術映像祭グランプリ（内閣総理大臣賞）

1998年
- NHK 日曜スペシャル「ガルフウォーベイビー 〜湾岸戦争の後遺症に悩むアメリカ〜」第4四半期分 衛星放送局長賞
- NHK 「課外授業 ようこそ先輩」NHK会長特別賞

1999年
- NHK 「課外授業 ようこそ先輩」放送文化基金グループ賞
- テレビ朝日 親の目子の目「きたない友達・きれいな友達」〜ボクが学校のトイレに行かない理由〜 文部大臣賞

2000年
- NHK 21世紀に残したい日本の風景「めぐる季節の中で」 「水きらめく時」NHK BS 局長賞
- NHK 21世紀に残したい日本の風景「冬を楽しむ」 「とっておきの冬景色」NHK BSハイビジョン局長賞

2001年
- BSスペシャル開局記念特別番組 「ヴェルサイユ宮殿〜その光と影の物語〜」民放祭賞 教養部門優秀賞
- NHK「課外授業 ようこそ先輩」スポニチ文化芸術大賞　優秀賞

2002年
- 日本テレビ ドキュメント '02「そうっとのぞいて見てごらん 〜メダカの学校　東大小児科〜」ギャラクシー賞　月間賞
- テレビ東京 日経スペシャル　ガイアの夜明け ギャラクシー賞　月間賞
- 日本テレビ きょうの出来事 「もうひとつのワールドカップ 2」月間MVP賞　
- テレビ東京 日経スペシャル　ガイアの夜明け「甦れ!ニッポン町工場　〜オレたちの技術は世界一〜」第13回　TEPIAハイテク・ビデオ・コンクール TEPIA特別賞
- NHK 「課外授業 ようこそ先輩」第11回 橋田壽賀子賞

2003年
- NHK 「おめでとう“アテネ”イヤー〜まるごとギリシャ 紀行〜」第4回衛星ハイビジョン局長賞

2004年
- 輝く女シリーズ 「吉田美和」衛星ハイビジョン局長賞

2005年
- 日本テレビ NNNドキュメント '05「集団自殺〜 ” 消えてしまいたい ” 症候群」報道局長賞
- NHK 課外授業ようこそ先輩 「自分の ” 生きる ” を表紙にしよう〜装飾家・菊地信義〜」情報番組センター長賞

2006年
- 明治・大正・昭和の建築 日本の近代化遺産「大いなる商都・民の力　大阪の近代化遺産」 財団法人日本視聴覚教育協会主催　教育映画祭 2006優秀映像教材選奨 ビデオの部・教養部門 最優秀作品賞・文部科学大臣賞

2007年
- 明治・大正・昭和の建築 日本の近代化遺産「モノづくりニッポンの礎　中部・東海の近代遺産」 財団法人日本視聴覚教育協会主催　教育映画祭 2007優秀映像教材選奨 ビデオの部・教養部門 最優秀作品賞

2008年
- BS世界のドキュメンタリー・シリーズ金融危機「差し押さえの街で〜サブプライムローンの悲鳴〜」 NHK　衛星放送制作センター長賞
- 「ダヴィーの学校は水の上 〜カンボジア トンレサップ湖〜」 NEP　アジアンスマイル奨励賞
- NHKスペシャル「微笑と虐待〜証言 アブグレイブ刑務所事件」 第46回ギャラクシー奨励賞

2009年
- テレビ東京開局45周年記念キャンペーン「絆」「トンネルの向こうはぼくらの楽園だった」 第5回 日本放送文化大賞  （主催： 日本民間放送連盟）テレビ 準グランプリ・テレビ東京年間特別賞

2010年
- 和田萌 「オタクと町が萌えた夏」 第27回「ATP賞  テレビグランプリ2010」新人賞
- 銀閣よみがえる 〜その500年の謎〜 NHKエデュケーショナル社長賞

2011年
- BS朝日「アジア神秘紀行ジャングルと生きる島～マレーシア・ボルネオ～」サバ・ツーリズム・アワード2011最優秀海外ドキュメンタリー部門受賞

2012年
- NHK「ロンドン五輪完全攻略　みんなで走ろう！クイズマラソン」財団法人児童健育成推進財団及び財団法人こども未来財団児童福祉文化賞推進作品等映像メディア部門受賞／編成局長特賞
- BS朝日「アジア神秘紀行」編成局局長賞
- NHK「きらり！えん旅」編成局長特賞
- WOWOW「ノンフィクションＷ　アカデミーを救った”消えないフィルム”」第55回科学技術映像祭　科学技術教養部門優秀賞受賞

2014年
- WOWOW「WOWOWプライム　ノンフィクションW　八十歳の漂流俳優　ヨシ笈田　三島が託した日本」第4回衛星放送協会オリジナル番組アワード　ドキュメンタリー番組部門最優秀作品賞受賞
- WOWOW「ノンフィクションW　触れる感じる壊れる絵本～造本作家・駒形克己の挑戦～」第42回国際エミー賞芸術番組部門ノミネート

2015年
- NHK-Eテレ「パリ白熱教室」放送人グランプリ2015（第14回）企画賞受賞

2016年
- 関強ディレクター　NONFIX「風花雪月」～ボクが見た、祖国・性の解放～」第32回「ATP賞テ レビグランプリ2016」優秀新人賞

2017年
- 関強　ディレクター「＜双生花＞少女の心を引き裂いた中国の格差社会。都市と農村二つの世界で必死に生きている。」Tokyo Docs 2017アジアドラマティックＴＶ賞受賞
- 唐津昭史　ディレクター「森友学園取材におけるテレビ朝日系列の月間賞」ANN賞（テレビ朝日ANN報道部会）

2018年
- 和田萌　ディレクター「銀嶺の空白地帯に挑む～カラコルム・シスパーレ～　標高7611mカラコルム山脈鋭鋒シスパーレ空白地帯の難関を踏破した平出和也の記録」第44回放送文化基金賞ドキュメンタリー部門奨励賞受賞

2020年
- NHK　世界はTokyoをめざす「父と歩め！柔の道～イタリア男子柔道～」アメリカ国際フィルム・ビデオ祭ドキュメンタリー：スポーツ／レクリエーション部門クリエイティブ・エクセレンス賞
- TBS　情熱大陸「ウィルス学者/河岡義裕」ギャラクシー賞　4月度月間賞
- BS12　スペシャル２「人間の履歴書～歯が語る　生きた証～」文連アワード2020　優秀賞NHK　ザ・ヒューマン「誇り高き悪魔　ジーン・シモンズ」第36回ATP賞　ドキュメンタリー部門　奨励賞

2021年
- 榎本 雪子　ディレクター　ザ・ノンフィクション「家族のカタチ　～ふたりのお母さんがいる家～」第37回ATP賞　最優秀新人賞
- TBS　情熱大陸「ウィルス学者/河岡義裕」第37回ATP賞　奨励賞

2022年
- NHK　BS1スペシャル「五輪の厨房密着800日 選手村食堂の秘められたドラマ」第38回ATP賞　奨励賞

2023年
- NHK-Eテレ　ETV特集「君が見つめたあの日のあとに～高校生の沖縄復帰50年～」第60回　ギャラクシー賞　奨励賞
- NHK-Eテレ　ETV特集「ブラッドが見つめた戦争 あるウクライナ市民兵の8年」第39回　ATP賞　最優秀賞　ドキュメンタリー部門
- NHK-Eテレ　ETV特集「ブラッドが見つめた戦争 あるウクライナ市民兵の8年」第29回　日本映画テレビ編集協会(JSE)賞　テレビ部門　最優秀編集賞
- NHK-Eテレ　ETV特集「ブラッドが見つめた戦争 あるウクライナ市民兵の8年」第39回ATP賞テレビグランプリ